# Ichneumon partitorius
Ichneumon partitorius là một loài tò vò trong họ Ichneumonidae.